# Hysterarthron collare
Hysterarthron collare é uma espécie de cerambicídeo da tribo Achrysonini, com distribuição restrita à Malásia.